# ANOTHER-Syndrom
Das ANOTHER-Syndrom, Akronym für Alopezie, Nageldystrophie, Ophthalmologische Komplikationen, Thyroidea-Dysfunktion, Hypohidrose, Epheliden (Sommersprossen), Enteropathie und Respirationstrakt-Infektionen, ist eine sehr seltene vererbliche Erkrankung.
Synonyme sind: Dysplasie, ektodermale hypohidrotische - Hypothyreose – Ziliendyskinesie; HEDH-Syndrom, Akronym für Hypohidrotische Ektodermale Dysplasie mit Hypothyroidismus und Ziliendyskinesie
Die Bezeichnung wurde durch M.G. Pike, Erstautor einer Beschreibung aus dem Jahre 1986, vorgeschlagen.

## Verbreitung
Die Häufigkeit wird mit unter 1 zu 1.000.000 angegeben, die Vererbung erfolgt autosomal-rezessiv.

## Klinische Erscheinungen
Klinische Kriterien sind:
- Alopezie
- Nageldystrophie
- ophthalmologische Komplikationen
- Schilddrüsen-Dysfunktion, hauptsächlich Hypothyreose
- Hypohidrose
- Sommersprossen
- Enteropathie
- Infektionen der Atemwege aufgrund einer Ziliendyskinesie.